# 普魯士的弗蕾德里克·路易絲公主
普魯士的弗蕾德里克·路易絲（德語：Friederike Luise von Preußen，1714年8月29日—1784年2月4日），布蘭登堡-安斯巴赫藩侯夫人，腓特烈大帝的妹妹。

## 家庭
1729年，弗蕾德里克·路易絲與布蘭登堡-安斯巴赫藩侯卡爾·威廉·腓特烈結婚，兩人共有兩個兒子：
- 卡爾·腓特烈·奧古斯特（1733年—1737年），夭折
- 亞歷山大（1736年—1806年），1757年成為布蘭登堡-安斯巴赫藩侯

兩人的婚姻生活非常不愉快；卡爾·威廉·腓特烈只在乎自己的興趣：打獵。患有紫質症的弗蕾德里克·路易絲獨自住在下施瓦寧根，她在那裡去世，享年69歲。